# President Carlos P. Garcia
Pres. Carlos P. Garcia (Bayan ng Presidente Carlos P. Garcia) är en kommun i Filippinerna. Kommunen tillhör provinsen Bohol och ligger på ön med samma namn. Folkmängden uppgår till 20 744 invånare.

## Barangayer
Pres. Carlos P. Garcia är indelat i 23 barangayer.
| - Aguining - Basiao - Baud - Bayog - Bogo - Bonbonon - Canmangao - Campamanog - Gaus - Kabangkalan - Lapinig - Lipata | - Poblacion - Popoo - Saguise - San Jose (Tawid) - Santo Rosario - Tilmobo - Tugas - Tugnao - Villa Milagrosa - Butan - San Vicente |